# Canzone amica
Canzone amica è un singolo di Pupo pubblicato nel 1987.
Interpretato da Fabio Etter, Pupo partecipò con quest'ultimo singolo alla trentesima edizione dello Zecchino d'Oro, brano musicale con cui la vince. Pupo, a causa di una malattia, ricevette lo Zecchino d'Oro venti anni dopo, in occasione del Gran galà dello Zecchino d'Oro, condotto da lui stesso.
La canzone è inclusa nell'album Quello che sono, pubblicato due anni dopo.

## Tracce
1. Canzone amica – 3:30